# Legio II Parthica
La Legio II Parthica ("creata per la campagna partica") fu una legione romana creata dall'imperatore Settimio Severo nel 197, in occasione della sua campagna contro i Parti; la legione era ancora attiva all'inizio del V secolo. I suoi emblemi erano il toro e il centauro.
Fu fondamentale nell'ascesa al trono dell'imperatore della dinastia dei Severi Eliogabalo, che si ribellò all'imperatore Macrino grazie al sostegno della II Parthica.

## Sotto i Severi

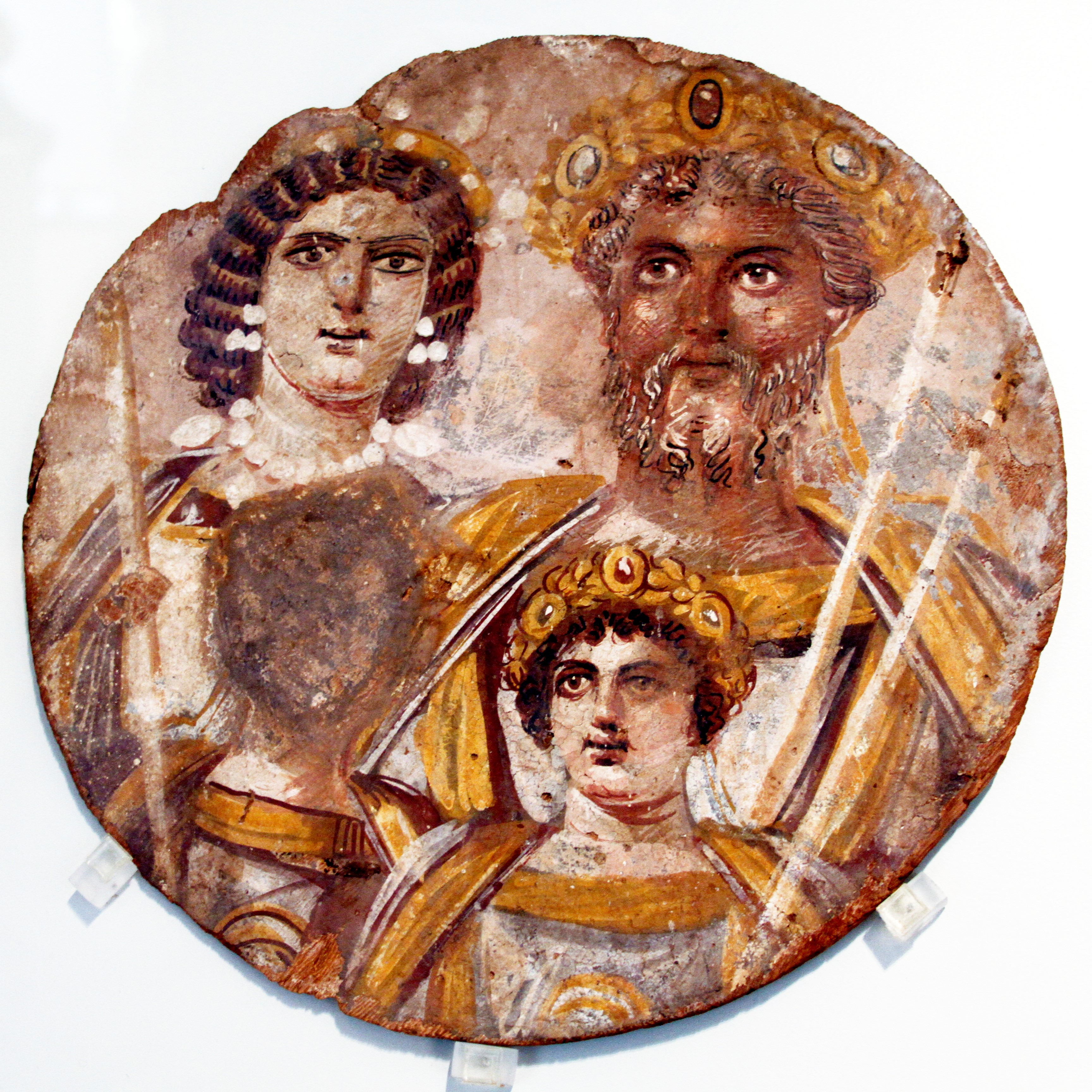
Il Tondo severiano, raffigurante la famiglia imperiale dei Severi. Settimio Severo fondò la legione, mentre suo figlio Caracalla la portò con sé nella campagna britannica e in quella partica che lo vide assassinato.

In occasione della sua campagna contro i Parti, l'imperatore Settimio Severo decise di raccogliere altre tre legioni, la I, la II e la III Parthica: la campagna fu un successo, e l'esercito romano arrivò a conquistare e saccheggiare la capitale partica di Ctesifonte. Dopo la guerra, la II ritornò in Italia, accampandosi non distante da Roma, ai Castra Albana (Albano Laziale), diventando così la prima legione stanziata in Italia in due secoli. La funzione atipica svolta dalla II Parthica, che a differenza delle altre legioni non era schierata a difesa di una provincia romana, fu quella di fornire una riserva strategica per la difesa dei confini e come strumento a disposizione dell'imperatore a Roma contro eventuali usurpatori. La presenza di una forte forza militare nei pressi della città ebbe anche l'effetto di introdurre un nuovo attore nei complessi giochi di potere del terzo secolo. Quando Caracalla assassinò il fratello e collega Geta (dicembre 211), si recò immediatamente ai Castra Albana per guadagnarsi il sostegno dei legionari, che avevano reagito negativamente alla notizia; affermò di essere stato vittima di un complotto di Geta, e sedò l'inizio di rivolta dei soldati pagando loro un grosso donativo e aumentandone la paga del cinquanta per cento.
Sotto i Severi la II Parthica partecipò alla campagna in Britannia (Settimio Severo, 208-211) e a quella contro gli Alamanni in Germania (Caracalla, 213). Fu il comandante della II Parthica, Macrino, che in occasione della campagna contro i Parti di Caracalla (217), assassinò l'imperatore e ne prese il posto.
La legione rimase di stanza ad Apamea in Siria. Nel 218 Eliogabalo apparve presso le legioni orientali di stanza ad Edessa, reclamando il trono come figlio illegittimo di Caracalla; Macrino si recò ad Apamea e cercò di garantirsi la fedeltà della II Parthica, pagando un sostanzioso donativo e nominando il proprio figlio Diadumeniano (rinominato Antonino, vero nome di Caracalla) augusto. All'inizio la legione combatté per Macrino, tentando un attacco su Edessa che però fallì quando la II uccise il proprio comandante, il prefetto del pretorio Ulpio Giuliano: quando Macrino si ritirò ad Antiochia lasciando la II Parthica ad affrontare i ribelli, questa passò dalla parte di Eliogabalo, aiutandolo nella sua salita al trono sconfiggendo Macrino nella battaglia di Antiochia (218). Per questo motivo la legione fu premiata dal nuovo imperatore con i cognomina Pia Fidelis Felix Aeterna ("Pia, fedele, fortunata, eterna").
La II servì anche nella campagna partica dell'ultimo imperatore dei Severi, Alessandro Severo, combattuta nel 231, al termine della quale tornò in Germania con l'imperatore.

## Dal terzo al quinto secolo

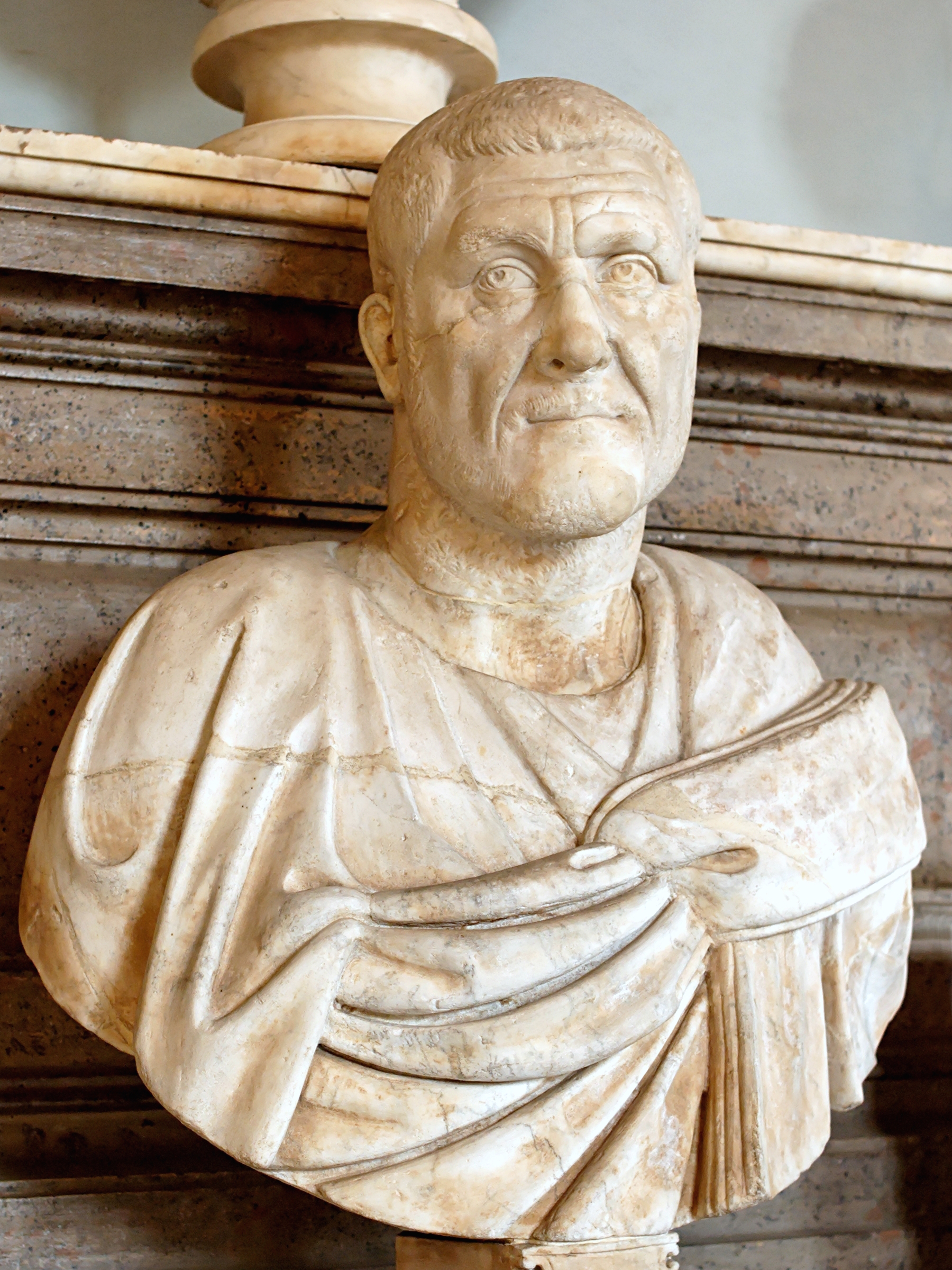
Busto di Massimino Trace, l'imperatore che marciò su Roma a capo di diverse legioni tra cui la II Parthica, ma fu assassinato dai propri soldati.

Nel 235 Alessandro fu assassinato a Moguntiacum (odierna Magonza), dove era accampata la II. Nella lotta per la successione la II Parthica puntò su Massimino il Trace, al quale il Senato romano oppose (238) Gordiano III, dichiarando Massimino persona non grata: la II Parthica seguì Massimino nella sua marcia su Roma. Giunti ad Aquileia, arrivarono voci di sommosse nella capitale, alle quali gli uomini fedeli a Massimino risposero causando vittime tra i civili: i soldati, preoccupati per la vita dei loro famigliari, si lamentarono con Massimino, il quale venne poi ucciso dai propri uomini. È possibile anche che i soldati, stimato che il loro comandante non avesse buone possibilità di riuscita, decisero di ucciderlo prima di arrivare allo scontro con le forze senatoriali. L'esercito di Massimino fu rimandato alle proprie guarnigioni, tranne i pretoriani e la II Parthica, che si recarono a Roma. Il Senato perdonò la legione per aver obbedito a un nemico dello Stato, e le permise di tornare al suo accampamento sui monti Albani.
Nei decenni successivi la Seconda fu utilizzata come rinforzo di diverse province, e come strumento di lotta per il trono da parte di numerosi pretendenti del terzo secolo. L'imperatore Gallieno conferì alla legione i cognomina V Fidelis V Pia e VI Fidelis VI Pia, rispettivamente "Cinque" e "Sei volte fedele e pia". Nella prima metà del III secolo metà dei soldati della II Parthica provenivano dalla Tracia, i restanti da Italia e Pannonia.
All'inizio del IV secolo, la II Parthica aveva abbandonato l'Italia, e la si trova stanziata sulla frontiera del Tigri a metà del IV secolo, subito prima della sconfitta dei Romani a Singara (Mesopotamia). Nel 360 il re sasanide Sapore II attaccò e conquistò l'importante città fortificata di Bezabde (moderna Cizre in Turchia), difesa dalla II Parthica, dalla II Armeniaca e dalla II Flavia Virtutis.
Secondo la Notitia dignitatum, la II Parthica si trovava a Cepha, Turchia, attorno agli anni 420, sotto il comando del Dux Mesopotamiae.